# Vranići (Travnik, BiH)
Vranići su naseljeno mjesto u općini Travnik, Federacija Bosne i Hercegovine, BiH.
Nalazi se sjeveroistočno od Travnika.

## Stanovništvo

### 1991.
Nacionalni sastav stanovništva 1991. godine, bio je sljedeći:
ukupno: 61
- Muslimani - 61

### 2013.
Nacionalni sastav stanovništva 2013. godine, bio je sljedeći:
ukupno: 60
- Bošnjaci - 60